# Solid State
Solid State è un album del gruppo musicale svedese di genere ambient techno Pluxus, pubblicato dall'etichetta discografica indipendente Pluxemburg nel 2006.

## Tracce
1. Transient
2. Perm
3. Bootstrap
4. Kinoton
5. Forth
6. Contax
7. Corrose
8. Sansui
9. Solid State
10. Slow Peel